# Вилянский район
Вилянский район (латыш. Viļānu rajons) — бывший административный район Латвийской ССР с центром в городе Виляны, существовавший в 1949—1962 годах.

## История
Вилянский район был создан 31 декабря 1949 года. С 8 апреля 1952 года по 25 апреля 1953 года Вилянский район был включён в состав Даугавпилсской области.
По данным на 1 марта 1954 года в районе был 1 город (Виляны) и 25 сельсоветов. После укрупнения сельсоветов к 1 июля 1954 года их число сократилось до 13 (Вилянский, Гайгалавский, Галенский, Гаранчский, Дриценский, Кантиниекский, Ломский, Пелсинский, Пудерский, Радопольский, Рикавский, Сакстагальский и Соколский).
11 ноября 1959 года к Вилянскому району была присоединена часть территории упразднённого Малтского района.
По данным переписи 1959 года, в районе проживало 37 482 человека.
Вилянский район был ликвидирован 18 декабря 1962 года.